# Du gamla, du fria
Du gamla, du fria (literalmente Tú antigua, tú libre) es el himno nacional de Suecia. La letra de las dos primeras estrofas fue escrita por Richard Dybeck en 1844 y las dos últimas por Louise Ahlén en 1910.
Al contrario que en muchos países, el himno de Suecia no goza del estatus de oficialidad sino que se ha asentado por mero uso tradicional.
En un principio fue escrita por Dybeck como una canción popular de la provincia de Västmanland y la letra comenzaba con Du gamla, du friska (literalmente Tú antigua, tú sana), pero Dybeck decidió cambiarlo poco después a Du gamla, du fria.
La canción comenzó a ser utilizada como himno nacional a partir de la década de 1890, en fiestas de carácter patriótico. Por aquella época, el nacionalismo sueco alcanzó su esplendor máximo y era una ideología políticamente correcta.
Los dos últimos versos, compuestos por Ahlén son poco conocidos y rara vez se cantan. Las dos primeras estrofas son siempre cantadas cuando se entona el himno en Suecia. En un contexto internacional, como por ejemplo en eventos deportivos, varía el número de estrofas utilizadas ya que en ocasiones (como por ejemplo, en los Juegos Olímpicos) sólo se entona la primera.

## Letra
| Sueco | Transcription AFI | Traducción |
| Du gamla, Du fria, Du fjällhöga nord Du tysta, Du glädjerika sköna! Jag hälsar Dig, vänaste land uppå jord, 𝄆 Din sol, Din himmel, Dina ängder gröna. 𝄇 Du tronar på minnen från fornstora dar, då ärat Ditt namn flög över jorden. Jag vet att Du är och Du blir vad Du var. 𝄆 Ja, jag vill leva, jag vill dö i Norden. 𝄇 Jag städs vill dig tjäna, mitt älskade land, dig trohet till döden vill jag svära. Din rätt skall jag värna med håg och med hand, 𝄆 din fana, högt den bragderika bära. 𝄇 Med Gud skall jag kämpa för hem och för härd för Sverige, den kära fosterjorden. Jag byter Dig ej, mot allt i denna värld 𝄆 Nej, jag vill leva jag vill dö i Norden. 𝄇 | [d̪ɵ̝˖βʲ gämˑl̪ä d̪ɵ̝˖β̥ʲ fɾ̥ɪ̝ʝä d̪ɵ̝˖β̥ʲ fjɛ̝l̪ˑhøə̯ɡä n̪ʊ̝βɖ ǀ] [d̪ɵ̝˖β̥ʲ t̪ʰʏs̪ˑt̪ä d̪ɵ̝˖βʲ gɫ̪ɛ̝d̪jɛ̠ɾɪ̝ʝ̥kä ɧøə̯n̪ä ‖] [jɒ̜ːɡ̊ hɛə̯l̪̊s̪ä ɖɪ̝ʝg vɛə̯n̪äs̪ˑt̪ɛ̠ l̪än̪ˑd̪ ɘ̞ᵝpːoə̯ jʊ̝βɖ ǀ] 𝄆 [d̪ɪ̝ʝ̥n̪̊ s̪ʊ̝βl̪ d̪ɪ̝ʝ̥n̪̊ hɪmˑɛ̠l̪ d̪ɪ̝ʝn̪ä ɛ̝ŋˑd̪ɛ̠ɹ gɾøə̯n̪ä ‖] 𝄇 [d̪ɵ̝˖β̥ʲ t̪ɾ̥ʊ̝βn̪äɹ̥ pʰoə̯ mɪn̪ˑɛ̠ɱ̊ fɾ̥oə̯ɱ̊ fʊ̝β̥ɳ̊ʂˑʈʊ̝βɾä d̪ɒ̜ːɹ ǀ] [d̪oə̯ æːɾät̪ d̪̊ɪt̪ˑ n̪̊äɱˑ fl̪̊øə̯ɡ øə̯vɛ̠ɹ jʊ̝βɖɛ̠n̪ ‖] [jɒ̜ːg veə̯t̪ ät̪ˑ d̪ɵ̝˖βʲ æːɹ ɔ d̪ɵ̝˖βʲ bl̪ɪ̝ʝɹ vɒ̜ːd̪ d̪ɵ̝˖βʲ vɒ̜ːɹ ǀ] 𝄆 [jɒ̜ː jɒ̜ːg vɪl̪ˑ l̪eə̯vä jɒ̜ːg vɪl̪ˑ d̪øə̯ ɪ̝ʝ n̪ʊ̝βɖɛ̠n̪ ‖] 𝄇 [jɒ̜ːɡ̊ s̪ˑt̪ɛ̝d̪̊s̪ v̥ɪl̪ˑ d̪ɪ̝ʝ̥ɡ̊ ɕɛə̯n̪ä mɪt̪ˑ ɛ̝l̪̊s̪käd̪ɛ̠ l̪än̪ˑd̪ ǀ] [d̪ɪ̝ʝ̥ɡ̊ t̪ɾ̥ʊ̝β̥hɛ̠t̪ t̪ʰɪl̪ˑ d̪øə̯d̪ɛ̠ɱ vɪl̪ˑ jɒ̜ːɡ̊ s̪v̥æːɾä ‖] [d̪ɪ̝ʝn̪ ɾɛ̝t̪ˑ s̪käl̪ˑ jɒ̜ːg væːɳä meə̯d̪̊ hoə̯g ɔ meə̯d̪ l̪än̪ˑd̪ ǀ] 𝄆 [d̪ɪ̝ʝ̥ɱ̊ fɒ̜ːn̪ä hœ̝ɡ̊t̪ d̪̊eə̯m bɾägd̪ɛ̠ɾɪ̝ʝ̥kä bæːɾä ‖] 𝄇 [meə̯d̪ gɵ̝˖β̥ʲd̪̊ s̪käl̪ˑ jɒ̜ːɡ̊ ɕɛ̝mˑpä føə̯ɹ̥ hɛ̝m ɔ føə̯ɹ̥ hɛə̯ɖ ǀ] [føə̯ɹ̥ s̪v̥æɹjɛ̠ d̪eə̯n̪̊ ɕæːɾä fʊᵝs̪t̪ɛ̠ɹjʊ̝βɖɛ̠n̪ ‖] [jɒ̜ːg bʏ̝ʝ̥ʷt̪ɛ̠ ɖɪ̝ʝg ɛ̝j mʊ̝β̥t̪ äl̪ˑt̪ ɪ̝ʝ d̪ɛ̝n̪ˑä vɛə̯ɖ ǀ] 𝄆 [n̪ɛ̝j jɒ̜ːg vɪl̪ˑ l̪eə̯vä jɒ̜ːg vɪl̪ˑ d̪øə̯ ɪ̝ʝ n̪ʊ̝βɖɛ̠n̪ ‖] 𝄇 | Tú antiguo, tú libre, tú, Norte de altas montañas, ¡Tú, silencioso, afable y alegre! Te saludo a ti, el país más amigable del mundo. Tu sol, tu cielo, tus prados verdes. Tú reinas en la memoria de gloriosos días pasados, cuando tu nombre era venerado en todo el mundo. Sé que eres y serás lo que fuiste. Sí, yo quiero vivir y quiero morir en el Norte. Quiero servirte siempre, mi tierra amada, quiero jurarte fidelidad hasta la muerte. Defenderé tus derechos con mente y mano, héroes portan tu bandera en alto. Junto a Dios lucharé por mi hogar, por Suecia, mi patria amada. No te cambio por nada en el mundo No, yo quiero vivir y quiero morir en el Norte. |